# The New Danger
The New Danger – drugi studyjny album amerykańskiego rapera Mosa Defa. Został wydany 19 października 2004 roku. Na płycie znajduje się 19 premierowych utworów. Za podkłady muzyczne odpowiadały takie osoby jak Easy Mo Bee, Kanye West czy The Alchemist. Tytuł zadebiutował na 5. miejscu notowania Billboard 200 i na 2. pozycji listy przebojów Top R&B/Hip-Hop Albums. Sprzedaż w pierwszym tygodniu wyniosła ponad 90.000 egzemplarzy.

## Lista utworów
| Nr | Tytuł                                                          | Producent(ci)           | Czas |
| -- | -------------------------------------------------------------- | ----------------------- | ---- |
| 1  | "The Boogie Man Song"                                          | Mos Def, Raphael Saadiq | 2:22 |
| 2  | "Freaky Black Greetings"                                       | Mos Def                 | 2:20 |
| 3  | "Ghetto Rock"                                                  | Minnesota               | 3:53 |
| 4  | "Zimzallabim"                                                  | Easy Mo Bee, Mos Def    | 3:41 |
| 5  | "The Rape Over"                                                | Kanye West              | 1:34 |
| 6  | "Blue Black Jack" (feat. Shuggie Otis)                         | Minnesota               | 5:47 |
| 7  | "Bedstuy Parade & Funeral March" (feat. Paul Oscher)           | Mos Def                 | 4:32 |
| 8  | "Sex, Love & Money"                                            | Warryn Campbell         | 4:09 |
| 9  | "Sunshine"                                                     | Kanye West              | 4:25 |
| 10 | "Close Edge"                                                   | Minnesota               | 3:10 |
| 11 | "The Panties"                                                  | Minnesota               | 4:11 |
| 12 | "War"                                                          | Mos Def, Psycho Les     | 3:07 |
| 13 | "Grown Man Business (Fresh Vintage Bottles)" (feat. Minnesota) | The Alchemist           | 3:24 |
| 14 | "Modern Marvel"                                                | Minnesota               | 9:19 |
| 15 | "Life Is Real"                                                 | Molecules               | 3:11 |
| 16 | "The Easy Spell "                                              | Mos Def                 | 5:32 |
| 17 | "The Beggar"                                                   | Mos Def                 | 5:19 |
| 18 | "Champion Requiem"                                             | 88-Keys                 | 4:52 |
| 19 | "The Jump Off" (feat. Ludacris)[A]                             | Minnesota               | 4:21 |

Notatki
- A^ Uwagi: Utwór 19 był dodatkowym na brytyjskiej wersji albumu. Piosenka ukazała się także na mixtape rapera "Mos Definite" w 2007.